# Pyripora vesiculosa
Espèce
Pyripora vesiculosa est une espèce disparue de Bryozoaires appartenant à la famille des Electridae. Elle est aussi parfois désignée sous le nom de Alecto vesiculosa